# ネプ中
『ネプ中』（ネプちゅう）は、1999年10月4日から2000年3月27日まで日本テレビ系列局で放送されていた広島テレビ製作のバラエティ番組である。放送時間は毎週月曜 23:37 - 24:12 (JST) 、日本テレビ系全国ネットの深夜番組放送枠『ZZZ』月曜第1部の番組として放送。

## 概要
ネプチューンの冠番組の1つで、彼らが毎回体を張って様々なバラエティ企画に挑戦していた。企画は主に、原田泰造と堀内健の喧嘩を名倉潤が宥める場面から始まっていた。
番組の終了後、広島テレビの製作枠は替わって『ZZZ』月曜第2部へと移行し、ここで次の製作番組『あけすけ』がスタートした。

### インターネップ
ネプチューンの3人が番組に寄せられた電子メールの内容を基に各自でスキルアップの目標を定め、それらを遂行していたコーナー。このコーナーで名倉に寄せられた殺陣をしてみたらどうかという案が採用され、長期ドキュメント企画として行われた。

## 出演者
- 名倉潤（ネプチューン）
- 原田泰造（ネプチューン）
- 堀内健（ネプチューン）
- 高野直子 - ナレーターを担当。

## エンディングテーマ
- eternal wish 〜届かぬ君へ〜（Raphael）
- スナップショット（CHEE'S）